# محمد آصف جلالی
محمد آصف جلالی (زاده ۱۳۴۵ کاپیسا – درگذشتهٔ ۱۱ جدی (دی) ۱۳۹۸ کابل) طنزپرداز و مجری تلویزیون اهل افغانستان بود. برنامه‌های شبخند، دَم به دَم و اخیراً خندستان را اجرا می‌کرد. در ۱۱ جدی (دی) ۱۳۹۸ در اثر ایست قلبی درگذشت.

## زندگی‌نامه
محمد آصف جلالی متولد ولایت کاپیسا و بزرگ شده ولایت لوگر افغانستان بود. وی بیشتر عمر خود را در کابل سپری‌کرد. جلالی فارغ‌التحصیل از تخنیکم کابل بود. وی تئاتر و سینما را به صورت آماتور فراگرفت و برای اولین بار در نمایش‌نامه‌ای در رادیو تلویزیون ملی افغانستان ظاهر شد. وی در چندین فیلم نیز نقش بازی کرده بود. در اولین فیلمی که بازی کرد، نقش، بلبل را داشت. وی در زمان حکومت طالبان برنامه‌های طنزش را در خارج از افغانستان روی نوار ضبط و به بازار عرضه می‌کرد. وی پس از سقوط حکومت طالبان سال‌ها در تلویزیون یک، برنامه شبخند را اجرا می‌کرد. وی در این اواخر مجری برنامه طنز خندستان بود.

## درگذشت
وی در ۱۱ جدی (دی) ۱۳۹۸ در اثر ایست قلبی درگذشت.